# Outeiro de Rei
Outeiro de Rei (em espanhol, Otero de Rey) é um município da Espanha na província de Lugo, comunidade autónoma da Galiza. Tem 134,61 km² de área e, em 2021, tinha 5 216 habitantes (densidade: 38,7 hab./km²).

## Demografia
| Variação demográfica do município entre 1991 e 2004 | Variação demográfica do município entre 1991 e 2004 | Variação demográfica do município entre 1991 e 2004 | Variação demográfica do município entre 1991 e 2004 |
| --------------------------------------------------- | --------------------------------------------------- | --------------------------------------------------- | --------------------------------------------------- |
| 1991                                                | 1996                                                | 2001                                                | 2004                                                |
| 4213                                                | 4115                                                | 4447                                                | 4528                                                |

## Paróquias
| - Arcos (San Pedro) - Aspai (San Cibrao) - Bonxe (San Mamede) - Caboi (San Martiño) - Candai (San Vicente) - Castelo de Rei (San Salvador) - Cela (Santa María) - Folgueira (San Nicolás) - Francos (Santiago) - Guillar (San Martiño) - Martul (San Pedro) - Matela (Santa Mª Madanela) - Mosteiro (San Salvador) - Outeiro de Rei (San Xoán) | - Parada (San Xoán) - Robra (San Pedro Fiz) - San Clodio de Aguiar (San Clodio) - San Fiz de Paz (San Pedro Fiz) - San Lourenzo de Aguiar (San Lourenzo) - San Tomé de Gaioso (San Tomé) - Santa Mariña (Santa Marina) - Santiago de Gaioso (Santiago) - Silvarrei (San Xoán) - Sobrada de Aguiar (Sta. Mª Madanela) - Taboi (San Pedro) - Vicinte (Santa María) - Vilela (Santiago) |

## Patrimônio edificado
Torre de Sobrada — Localizada na paróquia de Santa Maria Magdalena de Sobrada de Aguiar foi levantada no século XV por Fernán Pérez de Ribadeneira sobre uma edificação anterior. Foi destruída durante o levantamento irmandinho no ano 1467. Na atualidade encontra-se em estado ruinoso.